# Fäbod

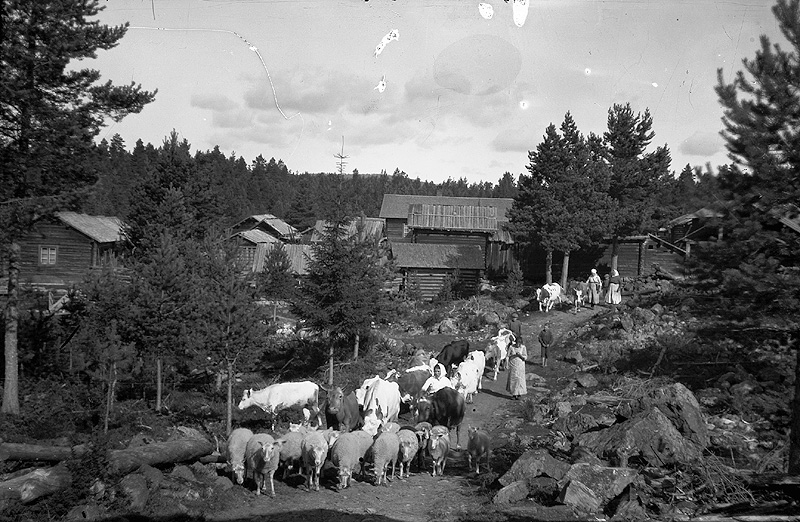
Axi fäbod i Mora socken 1920

Fäbod, fäbodvall eller säter är en samling byggnader som stugor, fähus och kokbodar för fäboddrift. Fäbodar nyttjades förr ofta bara periodvis för att hålla kreatur på ofta högre belägna betesmarker som låg mer eller mindre långt ifrån den gård som ägde boskapen. Fäbodar, som enbart beboddes sommartid, var tidigare ett vanligt inslag i skog och fjällmarker i Skandinavien samt i Alperna. Idag är fäbostuga i vissa fall synonym med fritidshus.
Fäbodkulturen finns sedan slutet av 2024 med på Unescos representativa lista över mänsklighetens immateriella kulturarv. Fäbodkulturen nominerades gemensamt av Sverige och Norge till Unesco.

## Namn
Ursprungligen sa man ofta fäbodar, i plural. Äldsta kända källan som nämner fäbodar är bibelöversättningen från 1541. Vanliga dialektala benämningar för fäbod har varit bodarna, vilket i Dalarna skrivits buther och i Jämtland buan; öster och väster därom, vallen; i Hälsingland även skovallen; i Medelpad även boan. Sälen kan vara den äldsta benämningen, känd från västra Dalarna.[källa behövs] I Norge kallas de seter (säter), stule och støl. Även i Värmland kallas de säter. 

## I Sverige

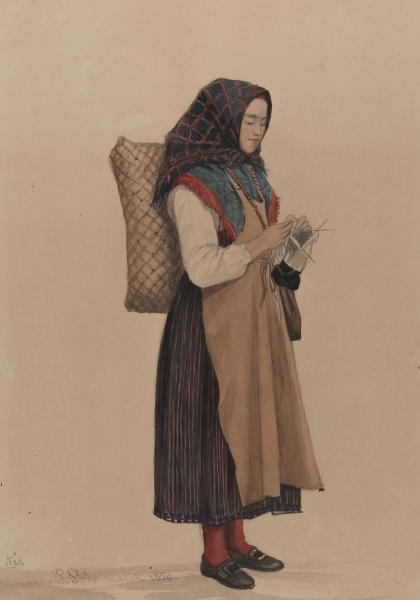
Vallkulla från Dalarna, akvarell från 1850.

I Sverige återfinns fäbodar i landskapen Värmland, Dalarna, Gästrikland, Härjedalen, Västerbotten, Jämtland, Hälsingland, Medelpad, Ångermanland, nordligaste Uppland och sydligaste Lappland. I vissa områden har man haft två typer av fäbodar: Närmast byn låg här hemfäbodar (eller närfäbodar), dit boskapen fördes först, och längre upp i skogen låg utfäbodar (eller långfäbodar), dit den fördes senare på sommaren.  
Fäboddriften började avta redan före laga skifte, på 1830-talet, nordväst om Uppsala. Längre norrut i Uppland lades fäbodarna ner efter 1860. I Dalarna påbörjades nedläggningen vid denna tid. Där finns fortfarande ett 80-tal levande fäbodar kvar enligt Länsstyrelsens redovisning.[källa behövs] Sista stora nedläggningsvåg kom efter andra världskriget då livsmedelsransoneringen upphörde. Många fäbodar har förfallit eller används numera som fritidsboende. En fäbod som fortfarande används på traditionellt sätt kallas levande fäbod och fungerar ofta även som turistattraktion.